# Quadro Nuevo
Quadro Nuevo ist ein 1996 gegründetes Akustik-Quartett, das im Bereich der Weltmusik und des Jazz tätig ist.

## Geschichte
Im Januar 1996 wurde das Quartett gegründet. Der Musikstil wird von der Band als eine Mischung aus (Zitat Quadro Nuevo) „Tango, Valse Musette, Flamenco, liebevoll entstaubte Filmmusik und ein fast schon verklungenes Italien “ beschrieben.
Zur ursprünglichen Besetzung gehörten der Gitarrist Robert Wolf, der Saxophonist Mulo Francel, der Bassist D.D. Lowka und der Akkordeonist Heinz-Ludger Jeromin, der seit Canzone della Strada (2002) durch Andreas Hinterseher ersetzt wurde. Das Quartett spielte auf zahlreichen renommierten Festivals wie dem Montreal Jazz Festival, der Internationalen Jazzwoche Burghausen, dem Rheingau Musik Festival und dem Palatia jazz.
Weltweit gab die Band bisher rund 1500 Konzerte.
Im Jahre 2008 lieferte die Formation die Filmmusik zu dem dokumentarischen Kinofilm Zwei halbe Leben sind kein Ganzes von Servet Ahmet Golbol.
Ab November 2008 war der prägende, stark von Paco de Lucia beeinflusste, Gitarrenvirtuose Robert Wolf nach einem unverschuldeten Verkehrsunfall mit dem Band-Bus vom Hals abwärts querschnittsgelähmt. Im April 2015 starb er an den Spätfolgen des Unfalls. Der Bayerische Rundfunk widmete ihm in den sechs Jahren vom Unfall bis zu seinem Tod ein Porträt.
Nach dem Unfall von Robert Wolf gehörte die Harfenistin Evelyn Huber von 2008 bis 2020 zur Gruppe, die schon vorher lange Jahre mit Mulo Francel im Duo musizierte. Seit 2014 wird das Quartett gelegentlich durch den Gastmusiker Chris Gall am Piano verstärkt, später auch durch die Gitarristen Paulo Morello oder Philipp Schiepek, die an einigen der letzten Tonträger-Produktionen beteiligt waren. Vibraphon spielten Tim Collins oder Izabella Effenberg.

## Diskografie
- Luna Rossa (1998, ×5Fünffachgold (German Jazz Award) )
- Buongiorno Tristezza (1999, Platin (German Jazz Award))
- CinéPassion (2000, Platin (German Jazz Award))
- Canzone della Strada (2002, Platin (German Jazz Award))
- Mocca Flor (2004)
- Quadro Nuevo Live (2005, DVD)
- Tango Bitter Sweet (2006, ×5Fünffachgold (German Jazz Award) )
- Antakya (Mai 2008, Gold (German Jazz Award))
- Weihnacht (Oktober 2008, Platin (German Jazz Award))
- Italienische Reise (Februar 2009, Hörbuch)
- Der König hat gelacht (Oktober 2009, Hörbuch)
- Grand Voyage (Oktober 2010, auch als DVD, Platin (German Jazz Award))
- Schöne Kinderlieder (2011)
- Quadro Nuevo ›In Concert‹ (2011, Gold (German Jazz Award))
- End of the Rainbow (2013, Gold (German Jazz Award))
- Bethlehem (2013)
- Tango (2015, Platin (German Jazz Award))
- Flying Carpet (2017, mit der ägyptisch-deutschen Band Cairo Steps, Gold (German Jazz Award))
- Mare (GLM Music, 2020, Gold (German Jazz Award))
- Birgit Minichmayr: As An Unperfect Actor. Nine Shakespeare Sonnetts (ACT 2021), mit Bernd Lhotzky[10] (Vierteljahresliste des Preis der deutschen Schallplattenkritik).[11]
- Odyssee – A Journey into the Light (GLM, 2022)
- December (GLM, 2022)[12]
- Happy Deluxe (GLM, 2024)

## Auszeichnungen und Erfolge
- 5 Europäische Impala Awards in Silber
- ECHO Jazz 2010 und 2011 in der Sparte „Live-Act des Jahres“
- Platz 1 der deutschen World Music Charts (Album Mocca Flor)
- Platz 1 der deutschen World Music Charts (Album Tango Bitter Sweet)
- Platz 3 der deutschen Jazzcharts (Album Mocca Flor)
- Platz 2 der deutschen Jazzcharts (Album Tango Bitter Sweet)

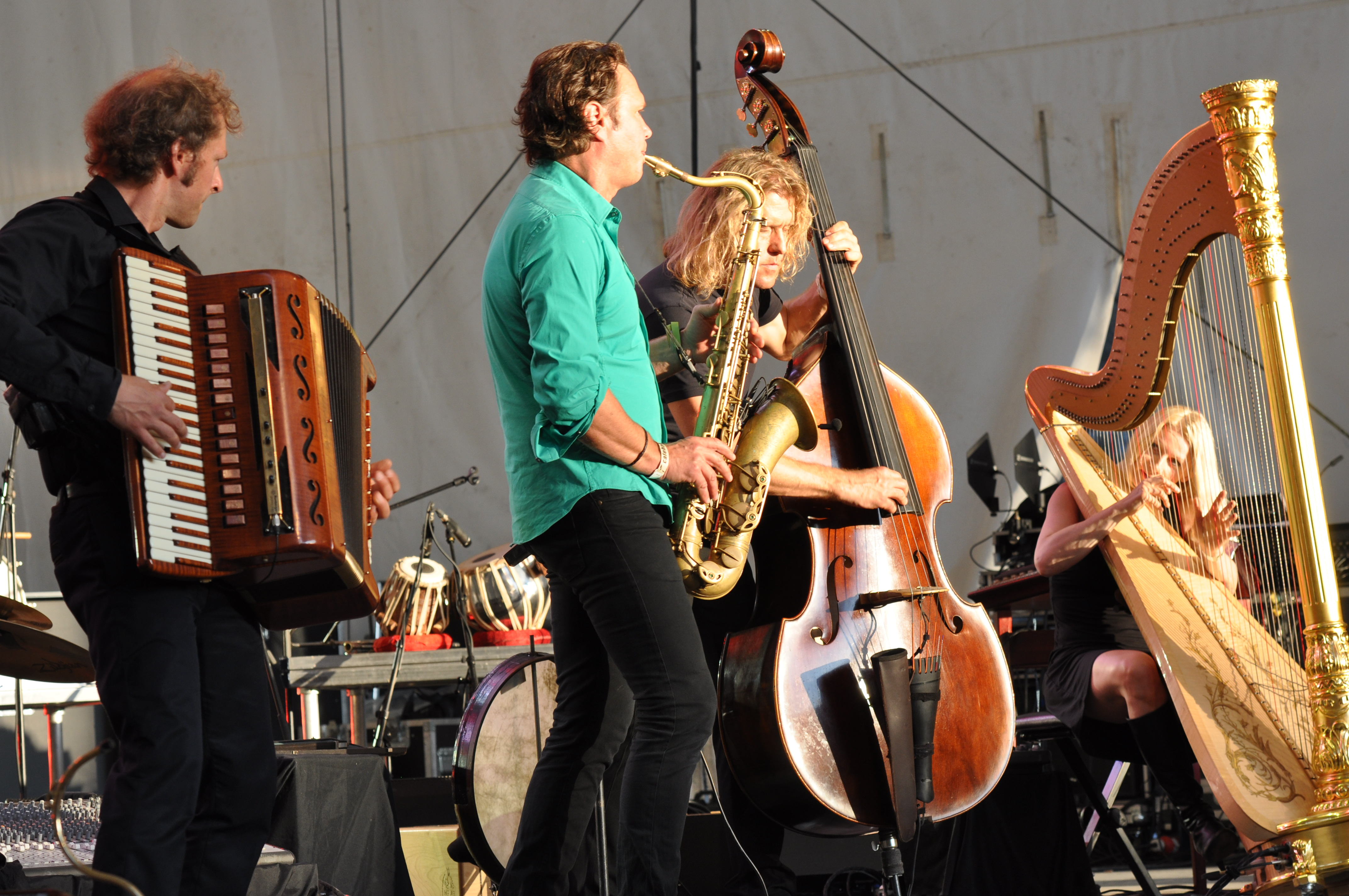
Quadro Nuevo beim Weltmusikfestival Horizonte 2014
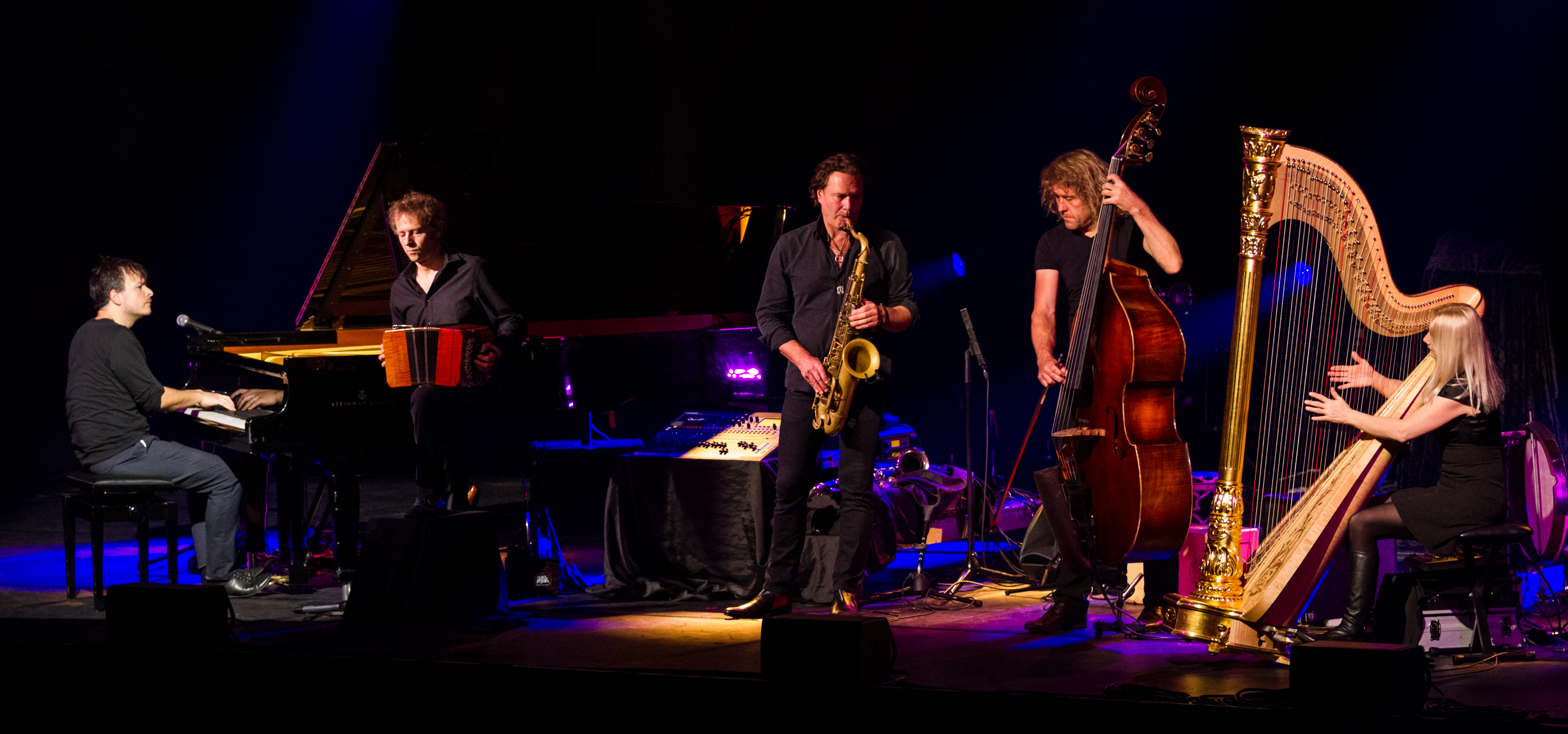
Quadro Nuevo (mit Chris Gall) bei den Leverkusener Jazztagen 2015
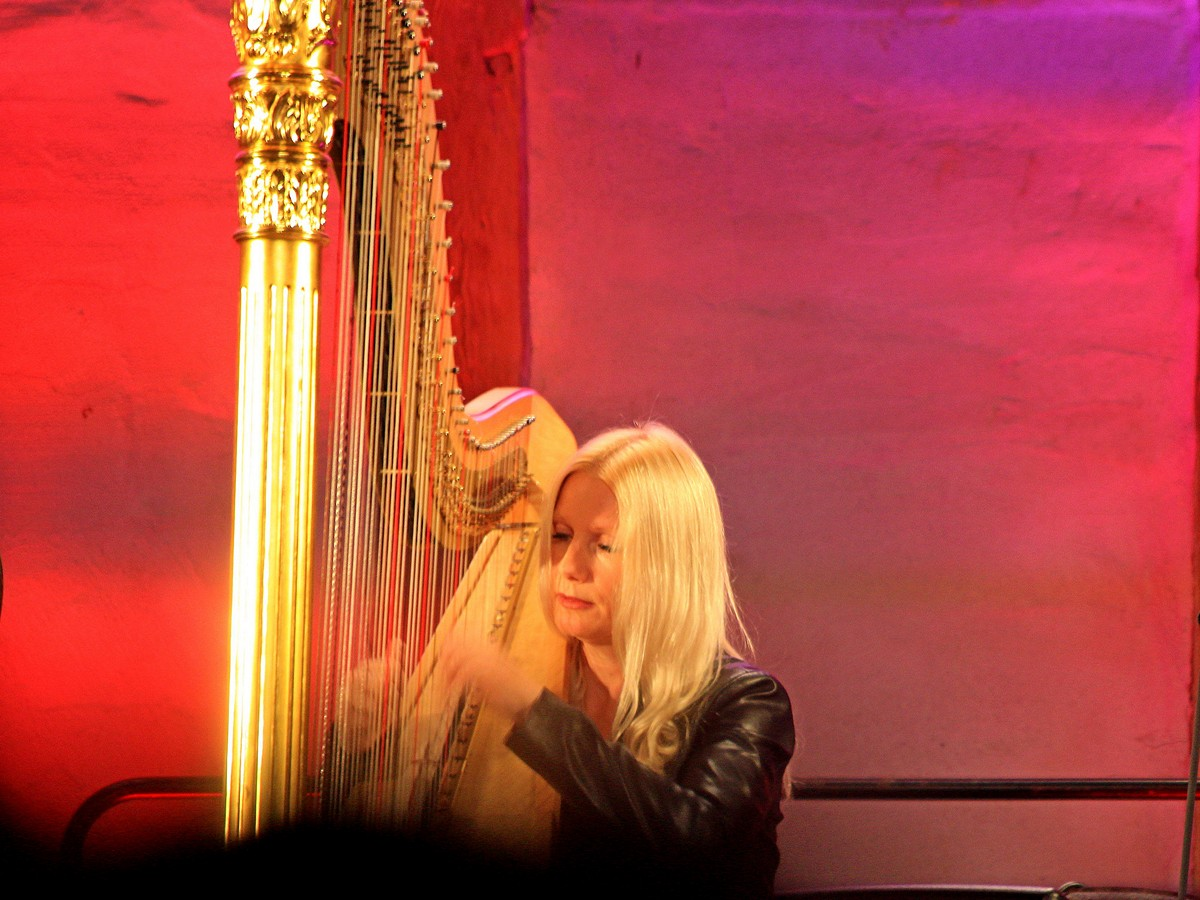
Evelyn Huber (2018)